# Élisabeth de Lorraine-Vaudémont
Élisabeth de Lorraine-Vaudémont, comtesse-régente de Nassau-Sarrebruck (1397, Lorraine - 17 janvier 1456, Sarrebruck) fut l'une des pionnières du roman en prose en allemand médiéval.

## Biographie
Nièce du duc Charles II de Lorraine, elle est la fille de Ferry Ier, comte de Vaudémont et de Marguerite de Joinville, Élisabeth de Lorraine-Vaudémont épousa en 1412 Philippe Ier, comte de Nassau-Sarrebruck (1368-1429).
Ils eurent quatre enfants :
- Philippe II (1418-1492)
- Jean (1423-1472)
- Jeanne (1425?-1481)
- Marguerite (1426-1490) épouse en 1441 Gérard, seigneur de Rodemack (-1489), tombeau dans l'église des Carmes (Mayence)

## Une régence pacifique
Après la mort de son époux, en 1429, elle assura jusqu'en 1438 la régence pour son fils mineur, Philippe II de Nassau-Sarrebruck (1418-1492).
En tant que régente, elle garda prudemment le comté en dehors des conflits féodaux, nombreux à cette époque, évitant les litiges avec ses voisins.
Sous son égide, le bourg de Sarrebruck se développa autour du château qui devint le siège administratif du comté.

## Une princesse cultivée
Amie des lettres, Élisabeth de Lorraine-Vaudémont fit traduire, du français en moyen haut-allemand, quatre romans courtois ou Chansons de geste: « Herpin », « Sibille », « Loher und Maller » et « Huge Scheppel ».
Elle est inhumée dans la collégiale Saint-Arnual de Sarrebruck, où son gisant est toujours visible.

## Sources écrites
- (de) Karl Bartsch, « Elisabeth, Gräfin von Nassau und Saarbrücken », dans Allgemeine Deutsche Biographie (ADB), vol. 6, Leipzig, Duncker & Humblot, 1877, p. 18-19
- (de) Wilhelm Theodor Elwert, « Elisabeth, Gräfin von Nassau-Saarbrücken », dans Neue Deutsche Biographie (NDB), vol. 4, Berlin, Duncker & Humblot, 1959, p. 445–446 (original numérisé).
- Bernhard Burchert : Die Anfänge des Prosaromans in Deutschland. Die Prosaerzählungen Elisabeths von Nassau-Saarbrücken. Frankfurt a.M., 1987.
- Wolfgang Haubrichs, Hans-Walter Herrmann : Zwischen Deutschland und Frankreich - Elisabeth von Lothringen, Gräfin von Nassau-Saarbrücken, Röhrig, St. Ingbert, 2002.
- Ulricke und Manfred Jacobs : Die Grenzgängerin Elisabeth von Lothringen. Gollenstein, Blieskastel, 2007.